# Saint-Victor-des-Oules
Saint-Victor-des-Oules là một xã trong vùng Occitanie. Xã Saint-Victor-des-Oules nằm ở khu vực có độ cao trung bình 150 mét trên mực nước biển.